# Le Lion abattu par l'Homme
Le Lion abattu par l'Homme est la dixième fable du livre III de Jean de La Fontaine situé dans le troisième recueil de ses Fables, édité pour la première fois en 1668.

## Texte
On exposait une peinture

Où l'artisan avait tracé

Un lion d'immense stature

Par un seul homme terrassé.

Les regardants en tiraient gloire.

Un lion en passant rabattit leur caquet.

« Je vois bien », dit-il « qu'en effet,

On vous donne ici la victoire ;

Mais l'ouvrier vous a déçu ;

Il avait la liberté de feindre.

Avec plus de raison nous aurions le dessus,

Si mes confrères savaient peindre. »
— Jean de La Fontaine